# 中新友好图书馆
中新友好图书馆，又称中新天津生态城图书档案馆，位于中华人民共和国天津市滨海新区中新天津生态城中泰大道3811号，是中国和新加坡的合作项目，借鉴了新加坡国家图书馆在手机借书、智能服务机器人等方面经验。2023年12月，被评定为国家一级图书馆。